# Посадова особа
Посадо́ва осо́ба або урядовець — особа, в якої наявні організаційно-розпорядчі або адміністративно-господарські функції.

## Організаційно-розпорядчі обов'язки
Це обов'язки зі здійснення керівництва галуззю промисловості, трудовим колективом, ділянкою роботи, виробничою діяльністю окремих працівників на підприємствах, в установах чи організаціях незалежно від форм власності.
Такі функції виконують, зокрема, керівники міністерств, інших центральних органів виконавчої влади, державних, колективних чи приватних підприємств, установ і організацій, їхні заступники, керівники структурних підрозділів (начальники цехів, завідувачі відділів, лабораторіями, кафедрами), їхні заступники, особи, які керують ділянками робіт (майстри, виконроби, бригадири тощо).

## Адміністративно-господарські обов'язки
Це обов'язки по управлінню або розпорядженню державним, колективним чи приватним майном (установлення порядку його зберігання, переробки, реалізації забезпечення контролю за цими операціями тощо).
Такі повноваження в тому чи іншому обсязі є у начальників планово-господарських, постачальних, фінансових відділів і служб, завідувачів складів, магазинів, майстерень, ательє, їх заступників, керівників відділів підприємств, відомчих ревізорів та контролерів тощо.